# De Hoop (Dokkum)
Dokkum – wiatrak w miejscowości Dokkum, w gminie Dongeradeel, w prowincji Fryzja, w Holandii. Młyn został wzniesiony w 1849 r. Był restaurowany w latach 1965 i 1999. Ma on trzy piętra, przy czym powstał na trzypiętrowej bazie. Jego śmigła mają rozpiętość 22,75 m.